# 9916 Kibirev
9916 Kibirev este un asteroid din centura principală, descoperit pe 3 octombrie 1978, de Nikolai Cernîh.